# 水瀬ゆき
水瀬 ゆき（みなせ ゆき）は日本の女性声優。主に美少女ゲームに出演している。

## 出演

### PCゲーム
- Amenity's Life -アメニティーズ ライフ-（板野穂奈美）[1]
- Amenity’s Life MiniFanDisc −レゾナ＆板野奏 Ver.−（板野穂奈美）
- 純情化憐フリークス！（朧々崎あられ）[2]
- 妹ぱらだいす！3 〜お兄ちゃんと5人の妹のすご〜く！エッチしまくりな毎日〜（七瀬陽春）[3]
- Suite Life (水野 セイナ)[4]
- 虜ノ歪～音大卒の元歌姫が響かせる淫らな啼き声～（夕咲詩音）[5]
- Nightmare×sisters 〜淫獄のサクリファイス〜（神堂刹那）[6]
- Nightmare×Onmyoji 〜禁断のパラドックス〜（神堂刹那）[7]
- Nightmare×Vampire 〜復讐のインフェルノ〜（神堂刹那）[8]
- Nightmare×Deathscythe 〜叛逆のレゾナンス〜 （神堂刹那）[9]
- 虜ノ翼～舞台裏で淫らに踊る処女人形～（向果純）[10]
- 虜ノ麗～男の園に紛れこんだ一輪の紅い花～（柚井乃衣果）[11]
- Nightmare×sistersΩ 〜終末のレクイエム〜 （神堂刹那）[12]

### アニメ
- 妹ぱらだいす！3 The Animation 上巻（七瀬陽春）
- 妹ぱらだいす！3 The Animation 下巻（七瀬陽春）
- Nightmare×Deathscytheー前編ー叛逆のレゾナンス (神堂刹那)[13]
- Nightmare×Deathscytheー後編ー叛逆のレゾナンス (神堂刹那)[14]

### ラジオCD
- ラジオCD「ほめられてのびるらじおZ」 Vol.29[15]